# 3DM
3DM è un team cinese di hacker videoludici, specializzati nel bypassare la gestione dei diritti digitali (DRM) di videogiochi per computer. Secondo quanto riportato da Kotaku nel 2016 era "uno dei team di pirati di videogiochi più conosciuti nel mondo".
Si ritiene che il capo, nonché fondatore, sia una donna che usa lo pseudonimo "不死鸟" (pinyin: bù sǐ niǎo; significato in italiano: Fenice). 3DM utilizza un blog per informare sulle proprie attività  ed i suoi componenti possiedono profili pubblici sul social network Sina Weibo.
3DM fece molto scalpore nel gennaio del 2016 quando il suo leader scrisse che nei due anni seguenti nessun videogioco sarebbe più stato pirato dal gruppo di hacker, a causa del rilascio della nuova tecnologia DRM di Denuvo, a cui si sarebbero affidate molte case sviluppatrici. Il gruppo annunciò una pausa di circa un anno dal craccare videogiochi, e più tardi affermò di aver sconfitto la tecnologia di Denuvo. 
Nel 2017 lo sviluppatore giapponese di videogiochi Koei Tecmo vinse un processo contro 3DM in un tribunale cinese. 3DM fu condannata a pagare come risarcimento danni l'equivalente di $ 240.000 per la distribuzione di versioni piratate di giochi di Koei Tecmo.